# Assistant Secretary of State for Educational and Cultural Affairs

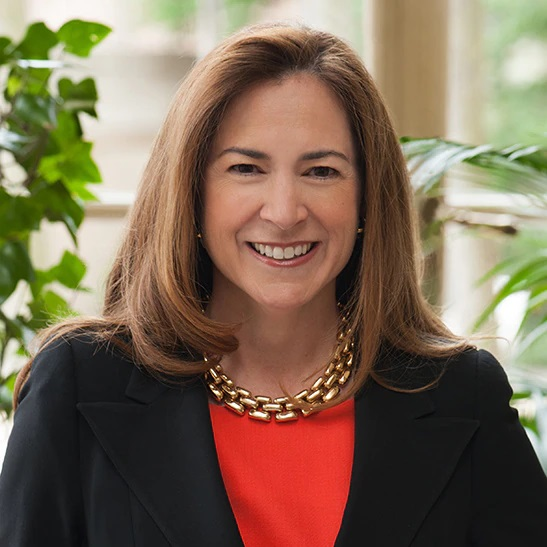
Lee Satterfield, derzeitige Assistant Secretary

Organigramm: Die administrative Gliederung des Außenministeriums (englisch)

Der Assistant Secretary of State for Educational and Cultural Affairs ist ein Amt im Außenministerium der Vereinigten Staaten und Leiter des Bureau for Educational and Cultural Affairs. Er untersteht dem Under Secretary of State for Public Diplomacy and Public Affairs.
Das Außenministerium gründete am 1. Juni 1959 das Bureau of International Cultural Relations, welches am 17. April 1960 zum Bureau of Education and Cultural Affairs umbenannt wurde. Im Jahr darauf erhielt der Leiter des Büros den Titel des Assistant Secretary of State. 1978 wurde es jedoch in die International Communications Agency integriert. 1999 wurde es neu gegründet. Seine Aufgabe ist die Förderung Kulturellen Verständnisses zwischen den USA und dem Ausland.

## Amtsinhaber
| Amtszeit  | Name                         | Bemerkung        |
| --------- | ---------------------------- | ---------------- |
| 1961–1962 | Philip Hall Coombs           |                  |
| 1962–1964 | Lucius Durham Battle         |                  |
| 1964–1965 | Harry Cummings McPherson Jr. |                  |
| 1965–1967 | Charles Frankel              |                  |
| 1968–1969 | Edward Dominic Re            |                  |
| 1969–1977 | John Richardson Jr.          |                  |
| 1977–1978 | Joseph Daniel Duffey         |                  |
| 1978      | Alice Stone Ilchman          |                  |
| 1978–1999 | vakant                       |                  |
| 1999–2001 | William Banks Bader          |                  |
| 2001–2005 | Patricia DeStacy Harrison    |                  |
| 2005–2007 | Dina Habib Powell            |                  |
| 2008–2009 | Goli Ameri                   |                  |
| 2010–2013 | Judith Ann Stewart Stock     |                  |
| 2013–2017 | Evan Ryan                    |                  |
| 2017      | Mark Taplin                  | geschäftsführend |
| 2017–2018 | Jennifer Ann Zimdahl Galt    | geschäftsführend |
| 2018–2021 | Marie Royce                  |                  |
| 2021      | Mark Lussenhop               | geschäftsführend |
| 2021–     | Lee Satterfield              |                  |